# 林呈風
林呈風（英語：Bie Lam，1993年8月19日—），前名林映蔚（英語：Tobie Lam），香港女藝人及熊仔頭成員。。

## 演出

### 電視劇（無綫電視）
- 2019年：《解決師》 飾 沈琪
- 2021年：《逆天奇案》

### 電視節目（香港電台）
- 2015年：《傘開以後》系列之 雨傘後 飾 活動策劃
- 2016年：《視點31》 飾 港女美女

## 幕後工作

### 電視節目（香港電台）
2015年
- 《左右紅藍綠》 - 助導
- 《城市論壇》 - 助導
- 《傘開以後》系列 - 助導
  - 第1集 困（短劇）
  - 第4集 雨傘後（音樂微電影）

## 其他工作
除了演藝工作外，林呈風也是一名地產經紀。

## 外部連結
- 林呈風的Instagram帳戶
- 林呈風的Facebook專頁
- YouTube上的林呈風頻道